# Eriococcus agropyri
Eriococcus agropyri är en insektsart som först beskrevs av Borchsenius 1949.  I den svenska databasen Dyntaxa används istället namnet Acanthococcus agropyri. Enligt Catalogue of Life ingår Eriococcus agropyri i släktet Eriococcus och familjen filtsköldlöss, men enligt Dyntaxa är tillhörigheten istället släktet Acanthococcus och familjen filtsköldlöss. Arten är reproducerande i Sverige. Inga underarter finns listade i Catalogue of Life.